# ケルメン
ケルメン（ブルガリア語: Кермен, Kermen, [ˈkɛrmɛn]）は、ブルガリア東部のスリヴェン州スリヴェン市（基礎自治体）にある小さな町。人口は1727人（2015年）。
南極のサウスシェトランド諸島のロバート島にあるケルメン半島は、この町の名前に由来する。